# James Chesney
James Chesney (* 1934; † 1980) war ein katholischer Priester und ein mutmaßlicher Attentäter der IRA.
Chesney gilt als einer der Hauptorganisatoren dreier Bombenanschläge am 31. Juli 1972 in Claudy in Nordirland, bei denen es neun Tote gab. Er soll aber von der Polizei, der britischen Regierung und der katholischen Kirche gedeckt worden sein, um die Stimmung nicht weiter eskalieren zu lassen. Stattdessen wurde Chesney nach Malin Head in der Republik Irland versetzt.
Der britische Nordirland-Minister Owen Paterson entschuldigte sich am 24. August 2010 bei den Angehörigen der Opfer. Der Primas der irischen katholischen Kirche, Kardinal Seán Brady, und Bischof Séamus Hegarty aus Derry bestätigten die Untersuchungsergebnisse und betonten jetzt, dass Chesney schon zu Lebzeiten hätte zur Verantwortung gezogen werden müssen.